# Campeonato Brasileiro de Futebol Feminino de 2021
A Série A1 do Campeonato Brasileiro de Futebol Feminino de 2021, oficialmente Brasileirão Feminino Neoenergia 2021 - Série A1 por motivos de patrocínio, foi a 9ª edição da maior competição nacional de futebol feminino, organizada pela Confederação Brasileira de Futebol (CBF). A competição teve início no dia 17 de abril e terminou no dia 26 de setembro. Houve pausa durante os Jogos Olímpicos de Verão de 2020, entre os dias 25 de junho a 13 de agosto, em Tóquio.
Assim como nas edições anteriores, o campeonato contou com 16 equipes que jogaram em turno único, classificando-se os oito melhores colocados. As fases seguintes foram em formato mata-mata, em jogos de ida e volta. A competição classifica os finalistas para à Libertadores de 2022, e a competição também passará a classificar para a Supercopa do Brasil que será realizada pela primeira vez em 2022 com as melhores equipes entre os 12 primeiros colocados do campeonato, sendo apenas 1 vaga por estado, caso todas as vagas não sejam preenchidas ela será distribuída entre os 4 primeiros da Série A2 de 2021.

## Formato e regulamento
O campeonato seguirá a fórmula dos anos anteriores, sendo disputado em quatro fases: na primeira fase os 16 clubes jogaram no modelo de pontos corridos, em turno único. Os oito primeiros se classificaram para as quartas-de-final e os quatro últimos serão rebaixados para a Série A2 de 2022. Nas quartas-de-final, os clubes se enfrentaram no sistema eliminatório (“mata-mata”) classificando-se o vencedor de cada grupo. Na semifinal, os clubes se também se enfrentaram no sistema eliminatório classificando-se o vencedor de cada grupo para a final, onde, por fim, os dois clubes se enfrentaram também no sistema eliminatório para definir o campeão.
1. Primeira fase: 16 clubes jogam todos contra todos em turno único.
2. Segunda Fase (quartas-de-final): oito clubes distribuídos em quatro grupos de dois clubes cada.
3. Terceira fase (semifinal): quatro clubes distribuídos em dois grupos de dois clubes cada.
4. Quarta fase (final): em um grupo de dois clubes, de onde sairá o campeão.

### Critérios de desempate
Em caso de empate de pontos entre dois clubes, os critérios de desempate são aplicados na seguinte ordem:
1. Número de vitórias;
2. Saldo de gols;
3. Gols marcados;
4. Número de cartões vermelhos;
5. Número de cartões amarelos;
6. Sorteio.

## Participantes
| Equipe         | Cidade              | Estado            | Em 2020       | Estádio (mando)            | Capacidade | Títulos        |
| -------------- | ------------------- | ----------------- | ------------- | -------------------------- | ---------- | -------------- |
| Bahia          | Salvador            | Bahia             | 3º (Série A2) | Pituaçu                    | 32 157     | 0 (não possui) |
| Botafogo       | Rio de Janeiro      | Rio de Janeiro    | 2º (Série A2) | Nilton Santos              | 44 661     | 0 (não possui) |
| Corinthians    | São Paulo           | São Paulo         | 1º            | Parque São Jorge           | 16 000     | 2 (2018, 2020) |
| Cruzeiro       | Belo Horizonte      | Minas Gerais      | 10º           | Estádio das Alterosas      | 2 000      | 0 (não possui) |
| Ferroviária    | Araraquara          | São Paulo         | 7º            | Fonte Luminosa             | 20 950     | 2 (2014, 2019) |
| Flamengo       | Rio de Janeiro      | Rio de Janeiro    | 9º            | Gávea                      | 8 000      | 1 (2016)       |
| Grêmio         | Porto Alegre        | Rio Grande do Sul | 8º            | Vieirão                    | 4 700      | 0 (não possui) |
| Internacional  | Porto Alegre        | Rio Grande do Sul | 6º            | SESC Campestre             | 2 800      | 0 (não possui) |
| Kindermann     | Caçador             | Santa Catarina    | 2º            | Carlos Alberto Costa Neves | 6 500      | 0 (não possui) |
| Minas Brasília | Brasília            | Distrito Federal  | 12º           | Abadião                    | 5 000      | 0 (não possui) |
| Napoli         | Caçador             | Santa Catarina    | 1º (Série A2) | Carlos Alberto Costa Neves | 6 500      | 0 (não possui) |
| Palmeiras      | São Paulo           | São Paulo         | 4º            | Allianz Parque             | 43 713     | 0 (não possui) |
| Real Brasília  | Brasília            | Distrito Federal  | 4º (Série A2) | Defelê                     | 1 500      | 0 (não possui) |
| Santos         | Santos              | São Paulo         | 5º            | Vila Belmiro               | 16 068     | 1 (2017)       |
| São José-SP    | São José dos Campos | São Paulo         | 11º           | Martins Pereira            | 16 500     | 0 (não possui) |
| São Paulo      | São Paulo           | São Paulo         | 3º            | Marcelo Portugal           | 1 500      | 0 (não possui) |

## Estádios
| Bahia | Botafogo | Corinthians | Cruzeiro | Ferroviária                |
| Pituaçu | Nilton Santos | Parque São Jorge | Estádio das Alterosas | Fonte Luminosa             |
| Capacidade: 32 157 | Capacidade: 44 661 | Capacidade: 16 000 | Capacidade: 2 000 | Capacidade: 20 950         |
| | | | |                            |
| Flamengo | \| Bahia Botafogo Cruzeiro Ferroviária Flamengo Grêmio Internacional Kindermann Minas Brasília Napoli Real Brasília Santos São José-SP São Paulo São Paulo: Corinthians Palmeiras São PauloLocalização das equipes participantes da Série A1 de 2021. \| | \| Bahia Botafogo Cruzeiro Ferroviária Flamengo Grêmio Internacional Kindermann Minas Brasília Napoli Real Brasília Santos São José-SP São Paulo São Paulo: Corinthians Palmeiras São PauloLocalização das equipes participantes da Série A1 de 2021. \| | \| Bahia Botafogo Cruzeiro Ferroviária Flamengo Grêmio Internacional Kindermann Minas Brasília Napoli Real Brasília Santos São José-SP São Paulo São Paulo: Corinthians Palmeiras São PauloLocalização das equipes participantes da Série A1 de 2021. \| | Grêmio                     |
| Gávea | \| Bahia Botafogo Cruzeiro Ferroviária Flamengo Grêmio Internacional Kindermann Minas Brasília Napoli Real Brasília Santos São José-SP São Paulo São Paulo: Corinthians Palmeiras São PauloLocalização das equipes participantes da Série A1 de 2021. \| | \| Bahia Botafogo Cruzeiro Ferroviária Flamengo Grêmio Internacional Kindermann Minas Brasília Napoli Real Brasília Santos São José-SP São Paulo São Paulo: Corinthians Palmeiras São PauloLocalização das equipes participantes da Série A1 de 2021. \| | \| Bahia Botafogo Cruzeiro Ferroviária Flamengo Grêmio Internacional Kindermann Minas Brasília Napoli Real Brasília Santos São José-SP São Paulo São Paulo: Corinthians Palmeiras São PauloLocalização das equipes participantes da Série A1 de 2021. \| | Vieirão                    |
| Capacidade: 8 000 | \| Bahia Botafogo Cruzeiro Ferroviária Flamengo Grêmio Internacional Kindermann Minas Brasília Napoli Real Brasília Santos São José-SP São Paulo São Paulo: Corinthians Palmeiras São PauloLocalização das equipes participantes da Série A1 de 2021. \| | \| Bahia Botafogo Cruzeiro Ferroviária Flamengo Grêmio Internacional Kindermann Minas Brasília Napoli Real Brasília Santos São José-SP São Paulo São Paulo: Corinthians Palmeiras São PauloLocalização das equipes participantes da Série A1 de 2021. \| | \| Bahia Botafogo Cruzeiro Ferroviária Flamengo Grêmio Internacional Kindermann Minas Brasília Napoli Real Brasília Santos São José-SP São Paulo São Paulo: Corinthians Palmeiras São PauloLocalização das equipes participantes da Série A1 de 2021. \| | Capacidade: 4 700          |
| | \| Bahia Botafogo Cruzeiro Ferroviária Flamengo Grêmio Internacional Kindermann Minas Brasília Napoli Real Brasília Santos São José-SP São Paulo São Paulo: Corinthians Palmeiras São PauloLocalização das equipes participantes da Série A1 de 2021. \| | \| Bahia Botafogo Cruzeiro Ferroviária Flamengo Grêmio Internacional Kindermann Minas Brasília Napoli Real Brasília Santos São José-SP São Paulo São Paulo: Corinthians Palmeiras São PauloLocalização das equipes participantes da Série A1 de 2021. \| | \| Bahia Botafogo Cruzeiro Ferroviária Flamengo Grêmio Internacional Kindermann Minas Brasília Napoli Real Brasília Santos São José-SP São Paulo São Paulo: Corinthians Palmeiras São PauloLocalização das equipes participantes da Série A1 de 2021. \| |                            |
| Internacional | \| Bahia Botafogo Cruzeiro Ferroviária Flamengo Grêmio Internacional Kindermann Minas Brasília Napoli Real Brasília Santos São José-SP São Paulo São Paulo: Corinthians Palmeiras São PauloLocalização das equipes participantes da Série A1 de 2021. \| | \| Bahia Botafogo Cruzeiro Ferroviária Flamengo Grêmio Internacional Kindermann Minas Brasília Napoli Real Brasília Santos São José-SP São Paulo São Paulo: Corinthians Palmeiras São PauloLocalização das equipes participantes da Série A1 de 2021. \| | \| Bahia Botafogo Cruzeiro Ferroviária Flamengo Grêmio Internacional Kindermann Minas Brasília Napoli Real Brasília Santos São José-SP São Paulo São Paulo: Corinthians Palmeiras São PauloLocalização das equipes participantes da Série A1 de 2021. \| | Kindermann                 |
| SESC Campestre | \| Bahia Botafogo Cruzeiro Ferroviária Flamengo Grêmio Internacional Kindermann Minas Brasília Napoli Real Brasília Santos São José-SP São Paulo São Paulo: Corinthians Palmeiras São PauloLocalização das equipes participantes da Série A1 de 2021. \| | \| Bahia Botafogo Cruzeiro Ferroviária Flamengo Grêmio Internacional Kindermann Minas Brasília Napoli Real Brasília Santos São José-SP São Paulo São Paulo: Corinthians Palmeiras São PauloLocalização das equipes participantes da Série A1 de 2021. \| | \| Bahia Botafogo Cruzeiro Ferroviária Flamengo Grêmio Internacional Kindermann Minas Brasília Napoli Real Brasília Santos São José-SP São Paulo São Paulo: Corinthians Palmeiras São PauloLocalização das equipes participantes da Série A1 de 2021. \| | Carlos Alberto Costa Neves |
| Capacidade: 2 800 | \| Bahia Botafogo Cruzeiro Ferroviária Flamengo Grêmio Internacional Kindermann Minas Brasília Napoli Real Brasília Santos São José-SP São Paulo São Paulo: Corinthians Palmeiras São PauloLocalização das equipes participantes da Série A1 de 2021. \| | \| Bahia Botafogo Cruzeiro Ferroviária Flamengo Grêmio Internacional Kindermann Minas Brasília Napoli Real Brasília Santos São José-SP São Paulo São Paulo: Corinthians Palmeiras São PauloLocalização das equipes participantes da Série A1 de 2021. \| | \| Bahia Botafogo Cruzeiro Ferroviária Flamengo Grêmio Internacional Kindermann Minas Brasília Napoli Real Brasília Santos São José-SP São Paulo São Paulo: Corinthians Palmeiras São PauloLocalização das equipes participantes da Série A1 de 2021. \| | Capacidade: 6 500          |
| | \| Bahia Botafogo Cruzeiro Ferroviária Flamengo Grêmio Internacional Kindermann Minas Brasília Napoli Real Brasília Santos São José-SP São Paulo São Paulo: Corinthians Palmeiras São PauloLocalização das equipes participantes da Série A1 de 2021. \| | \| Bahia Botafogo Cruzeiro Ferroviária Flamengo Grêmio Internacional Kindermann Minas Brasília Napoli Real Brasília Santos São José-SP São Paulo São Paulo: Corinthians Palmeiras São PauloLocalização das equipes participantes da Série A1 de 2021. \| | \| Bahia Botafogo Cruzeiro Ferroviária Flamengo Grêmio Internacional Kindermann Minas Brasília Napoli Real Brasília Santos São José-SP São Paulo São Paulo: Corinthians Palmeiras São PauloLocalização das equipes participantes da Série A1 de 2021. \| |                            |
| Minas Brasília | \| Bahia Botafogo Cruzeiro Ferroviária Flamengo Grêmio Internacional Kindermann Minas Brasília Napoli Real Brasília Santos São José-SP São Paulo São Paulo: Corinthians Palmeiras São PauloLocalização das equipes participantes da Série A1 de 2021. \| | \| Bahia Botafogo Cruzeiro Ferroviária Flamengo Grêmio Internacional Kindermann Minas Brasília Napoli Real Brasília Santos São José-SP São Paulo São Paulo: Corinthians Palmeiras São PauloLocalização das equipes participantes da Série A1 de 2021. \| | \| Bahia Botafogo Cruzeiro Ferroviária Flamengo Grêmio Internacional Kindermann Minas Brasília Napoli Real Brasília Santos São José-SP São Paulo São Paulo: Corinthians Palmeiras São PauloLocalização das equipes participantes da Série A1 de 2021. \| | Napoli                     |
| Abadião | \| Bahia Botafogo Cruzeiro Ferroviária Flamengo Grêmio Internacional Kindermann Minas Brasília Napoli Real Brasília Santos São José-SP São Paulo São Paulo: Corinthians Palmeiras São PauloLocalização das equipes participantes da Série A1 de 2021. \| | \| Bahia Botafogo Cruzeiro Ferroviária Flamengo Grêmio Internacional Kindermann Minas Brasília Napoli Real Brasília Santos São José-SP São Paulo São Paulo: Corinthians Palmeiras São PauloLocalização das equipes participantes da Série A1 de 2021. \| | \| Bahia Botafogo Cruzeiro Ferroviária Flamengo Grêmio Internacional Kindermann Minas Brasília Napoli Real Brasília Santos São José-SP São Paulo São Paulo: Corinthians Palmeiras São PauloLocalização das equipes participantes da Série A1 de 2021. \| | Carlos Alberto Costa Neves |
| Capacidade: 5 000 | \| Bahia Botafogo Cruzeiro Ferroviária Flamengo Grêmio Internacional Kindermann Minas Brasília Napoli Real Brasília Santos São José-SP São Paulo São Paulo: Corinthians Palmeiras São PauloLocalização das equipes participantes da Série A1 de 2021. \| | \| Bahia Botafogo Cruzeiro Ferroviária Flamengo Grêmio Internacional Kindermann Minas Brasília Napoli Real Brasília Santos São José-SP São Paulo São Paulo: Corinthians Palmeiras São PauloLocalização das equipes participantes da Série A1 de 2021. \| | \| Bahia Botafogo Cruzeiro Ferroviária Flamengo Grêmio Internacional Kindermann Minas Brasília Napoli Real Brasília Santos São José-SP São Paulo São Paulo: Corinthians Palmeiras São PauloLocalização das equipes participantes da Série A1 de 2021. \| | Capacidade: 6 500          |
| | \| Bahia Botafogo Cruzeiro Ferroviária Flamengo Grêmio Internacional Kindermann Minas Brasília Napoli Real Brasília Santos São José-SP São Paulo São Paulo: Corinthians Palmeiras São PauloLocalização das equipes participantes da Série A1 de 2021. \| | \| Bahia Botafogo Cruzeiro Ferroviária Flamengo Grêmio Internacional Kindermann Minas Brasília Napoli Real Brasília Santos São José-SP São Paulo São Paulo: Corinthians Palmeiras São PauloLocalização das equipes participantes da Série A1 de 2021. \| | \| Bahia Botafogo Cruzeiro Ferroviária Flamengo Grêmio Internacional Kindermann Minas Brasília Napoli Real Brasília Santos São José-SP São Paulo São Paulo: Corinthians Palmeiras São PauloLocalização das equipes participantes da Série A1 de 2021. \| |                            |
| Palmeiras | Real Brasília | Santos | São José-SP | São Paulo                  |
| Allianz Parque | Defelê | Vila Belmiro | Martins Pereira | Marcelo Portugal           |
| Capacidade: 43 713 | Capacidade: 1 500 | Capacidade: 16 068 | Capacidade: 16 500 | Capacidade: 1 500          |
| Bahia Botafogo Cruzeiro Ferroviária Flamengo Grêmio Internacional Kindermann Minas Brasília Napoli Real Brasília Santos São José-SP São Paulo São Paulo: Corinthians Palmeiras São PauloLocalização das equipes participantes da Série A1 de 2021. | | | |                            |

## Classificação da Primeira Fase

### Desempenho por rodada
Clubes que lideraram o campeonato ao final de cada rodada:
| Rodadas | Rodadas | Rodadas | Rodadas | Rodadas | Rodadas | Rodadas | Rodadas | Rodadas | Rodadas | Rodadas | Rodadas | Rodadas | Rodadas | Rodadas |
| ------- | ------- | ------- | ------- | ------- | ------- | ------- | ------- | ------- | ------- | ------- | ------- | ------- | ------- | ------- |
| 1       | 2       | 3       | 4       | 5       | 6       | 7       | 8       | 9       | 10      | 11      | 12      | 13      | 14      | 15      |
| COR     | COR     | COR     | COR     | PAL     | PAL     | PAL     | COR     | COR     | COR     | COR     | COR     | COR     | COR     | COR     |

Clubes que ficaram na última posição do campeonato ao final de cada rodada:
| Rodadas | Rodadas | Rodadas | Rodadas | Rodadas | Rodadas | Rodadas | Rodadas | Rodadas | Rodadas | Rodadas | Rodadas | Rodadas | Rodadas | Rodadas |
| ------- | ------- | ------- | ------- | ------- | ------- | ------- | ------- | ------- | ------- | ------- | ------- | ------- | ------- | ------- |
| 1       | 2       | 3       | 4       | 5       | 6       | 7       | 8       | 9       | 10      | 11      | 12      | 13      | 14      | 15      |
| NAP     | NAP     | BOT     | BOT     | NAP     | NAP     | NAP     | NAP     | NAP     | NAP     | BAH     | BAH     | BAH     | BAH     | BAH     |

## Fase final
Em itálico, os times que possuem o mando de campo no primeiro jogo do confronto. 
  Em negrito, os clubes classificados.
|  | Quartas de final            | Quartas de final            | Quartas de final            | Quartas de final            |   |             | Semifinais                   | Semifinais                   | Semifinais                   | Semifinais                   |  |             | Final                           | Final                           | Final                           | Final                           |  |  |
|  | 14 de agosto a 23 de agosto | 14 de agosto a 23 de agosto | 14 de agosto a 23 de agosto | 14 de agosto a 23 de agosto |   |             | 29 de agosto a 5 de setembro | 29 de agosto a 5 de setembro | 29 de agosto a 5 de setembro | 29 de agosto a 5 de setembro |  |             | 12 de setembro e 26 de setembro | 12 de setembro e 26 de setembro | 12 de setembro e 26 de setembro | 12 de setembro e 26 de setembro |  |  |
|  |                             |                             |                             |                             |   |             |                              |                              |                              |                              |  |             |                                 |                                 |                                 |                                 |  |  |
|  | Kindermann                  | 1                           | 0                           | 1                           |   |             |                              |                              |                              |                              |  |             |                                 |                                 |                                 |                                 |  |  |
|  | Corinthians                 | 4                           | 6                           | 10                          |   |             |                              |                              |                              |                              |  |             |                                 |                                 |                                 |                                 |  |  |
|  | Corinthians                 | 4                           | 6                           | 10                          |   | Corinthians | 3                            | 3                            | 6                            |                              |  |             |                                 |                                 |                                 |                                 |  |  |
|  |                             |                             |                             |                             |   | Corinthians | 3                            | 3                            | 6                            |                              |  |             |                                 |                                 |                                 |                                 |  |  |
|  |                             | Ferroviária                 | 1                           | 1                           | 2 |             |                              |                              |                              |                              |  |             |                                 |                                 |                                 |                                 |  |  |
|  | Ferroviária                 | Ferroviária                 | 1                           | 1                           | 2 | 3           | 2                            | 5                            |                              |                              |  |             |                                 |                                 |                                 |                                 |  |  |
|  | Ferroviária                 |                             |                             |                             |   | 3           | 2                            | 5                            |                              |                              |  |             |                                 |                                 |                                 |                                 |  |  |
|  | Santos                      | 2                           | 2                           | 4                           |   |             |                              |                              |                              |                              |  |             |                                 |                                 |                                 |                                 |  |  |
|  | Santos                      | 2                           | 2                           | 4                           |   |             |                              |                              |                              |                              |  | Corinthians | 1                               | 3                               | 4                               |                                 |  |  |
|  |                             |                             |                             |                             |   |             |                              |                              |                              |                              |  | Corinthians | 1                               | 3                               | 4                               |                                 |  |  |
|  |                             | Palmeiras                   | 0                           | 1                           | 1 |             |                              |                              |                              |                              |  |             |                                 |                                 |                                 |                                 |  |  |
|  | Grêmio                      | Palmeiras                   | 0                           | 1                           | 1 | 2           | 1                            | 3                            |                              |                              |  |             |                                 |                                 |                                 |                                 |  |  |
|  | Grêmio                      |                             |                             |                             |   | 2           | 1                            | 3                            |                              |                              |  |             |                                 |                                 |                                 |                                 |  |  |
|  | Palmeiras                   | 1                           | 4                           | 5                           |   |             |                              |                              |                              |                              |  |             |                                 |                                 |                                 |                                 |  |  |
|  | Palmeiras                   | 1                           | 4                           | 5                           |   | Palmeiras   | 1                            | 4                            | 5                            |                              |  |             |                                 |                                 |                                 |                                 |  |  |
|  |                             |                             |                             |                             |   | Palmeiras   | 1                            | 4                            | 5                            |                              |  |             |                                 |                                 |                                 |                                 |  |  |
|  |                             | Internacional               | 0                           | 1                           | 1 |             |                              |                              |                              |                              |  |             |                                 |                                 |                                 |                                 |  |  |
|  | Internacional               | Internacional               | 0                           | 1                           | 1 | 1           | 3                            | 4                            |                              |                              |  |             |                                 |                                 |                                 |                                 |  |  |
|  | Internacional               |                             |                             |                             |   | 1           | 3                            | 4                            |                              |                              |  |             |                                 |                                 |                                 |                                 |  |  |
|  | São Paulo                   | 2                           | 1                           | 3                           |   |             |                              |                              |                              |                              |  |             |                                 |                                 |                                 |                                 |  |  |

### Final

#### Ida
| 12 de setembro | Palmeiras | 0 – 1  | Corinthians       | São Paulo                                                   |  |
| 21:00          |           | Súmula | 67' Gabi Portilho | Estádio: Allianz Parque Árbitro: SE Thayslane de Melo Costa |  |

#### Volta
| 26 de setembro | Corinthians                                             | 3 – 1  | Palmeiras     | São Paulo                                          |  |
| 21:00          | Agustina 23' (g.c.) · Adriana 33' · Vic Albuquerque 37' | Súmula | 74' Camilinha | Estádio: Neo Química Arena Árbitro: SP Edina Alves |  |

## Classificação Geral
| Pos | Times          | Pts | J  | V  | E | D  | GP | GC | SG  | %  | Classificação ou rebaixamento                     |
| --- | -------------- | --- | -- | -- | - | -- | -- | -- | --- | -- | ------------------------------------------------- |
| 1   | Corinthians    | 56  | 21 | 18 | 2 | 1  | 64 | 17 | +47 | 89 | Campeã e Classificada à Libertadores de 2022      |
| 2   | Palmeiras      | 46  | 21 | 14 | 4 | 3  | 56 | 21 | +35 | 73 | Vice-campeã e Classificada à Libertadores de 2022 |
| 3   | Ferroviária    | 31  | 19 | 9  | 4 | 6  | 28 | 25 | +3  | 55 | Eliminados nas semifinais                         |
| 4   | Internacional  | 30  | 19 | 9  | 3 | 7  | 24 | 24 | 0   | 53 | Eliminados nas semifinais                         |
| 5   | São Paulo      | 32  | 17 | 9  | 5 | 3  | 34 | 18 | +16 | 63 | Eliminados nas quartas-de-finais                  |
| 6   | Santos         | 28  | 17 | 8  | 4 | 5  | 31 | 22 | +9  | 55 | Eliminados nas quartas-de-finais                  |
| 7   | Grêmio         | 28  | 17 | 8  | 4 | 5  | 30 | 26 | +4  | 55 | Eliminados nas quartas-de-finais                  |
| 8   | Kindermann     | 21  | 17 | 6  | 3 | 8  | 20 | 29 | –9  | 41 | Eliminados nas quartas-de-finais                  |
| 9   | Flamengo       | 18  | 15 | 4  | 6 | 5  | 14 | 19 | –5  | 40 | Eliminados na primeira fase                       |
| 10  | Real Brasília  | 18  | 15 | 4  | 6 | 5  | 12 | 22 | –10 | 40 | Eliminados na primeira fase                       |
| 11  | Cruzeiro       | 15  | 15 | 4  | 3 | 8  | 24 | 25 | –1  | 34 | Eliminados na primeira fase                       |
| 12  | São José-SP    | 13  | 15 | 3  | 4 | 8  | 16 | 28 | –12 | 29 | Eliminados na primeira fase                       |
| 13  | Botafogo       | 11  | 15 | 2  | 5 | 8  | 13 | 22 | –9  | 25 | Rebaixados à Série A2 de 2022                     |
| 14  | Minas Brasília | 11  | 15 | 2  | 5 | 8  | 11 | 26 | –15 | 25 | Rebaixados à Série A2 de 2022                     |
| 15  | Napoli         | 7   | 15 | 1  | 4 | 10 | 9  | 43 | –34 | 16 | Rebaixados à Série A2 de 2022                     |
| 16  | Bahia          | 4   | 15 | 0  | 4 | 11 | 8  | 27 | –19 | 9  | Rebaixados à Série A2 de 2022                     |

## Premiação
| Campeonato Brasileiro Feminino 2021 - Série A1 |
| São Paulo                                      |
| ---------------------------------------------- |
| Corinthians Campeã (3.º título)                |

| Pos. | Nome           | Clube       |
| ---- | -------------- | ----------- |
| G    | Luciana        | Ferroviária |
| LD   | Bruna Calderan | Palmeiras   |
| Z    | Érika          | Corinthians |
| Z    | Agustina       | Palmeiras   |
| LE   | Yasmim         | Corinthians |
| V    | Ingrid         | Corinthians |
| V    | Julia Bianchi  | Corinthians |
| M    | Gabi Zanotti   | Corinthians |
| M    | Tamires        | Corinthians |
| A    | Adriana        | Corinthians |
| A    | Bia Zaneratto  | Palmeiras   |
| T    | Arthur Elias   | Corinthians |

| Prêmio             | Nome          | Clube/Info                             |
| ------------------ | ------------- | -------------------------------------- |
| Melhor jogadora    | Bia Zaneratto | Palmeiras                              |
| Artilheira         | Bia Zaneratto | Palmeiras                              |
| Craque da Galera   | Rayanne       | Flamengo                               |
| Jogadora revelação | Rafa Levis    | Grêmio                                 |
| Gol Mais Bonito    | Jay           | Na partida Flamengo 1–1 Minas Brasília |